# Edmonds

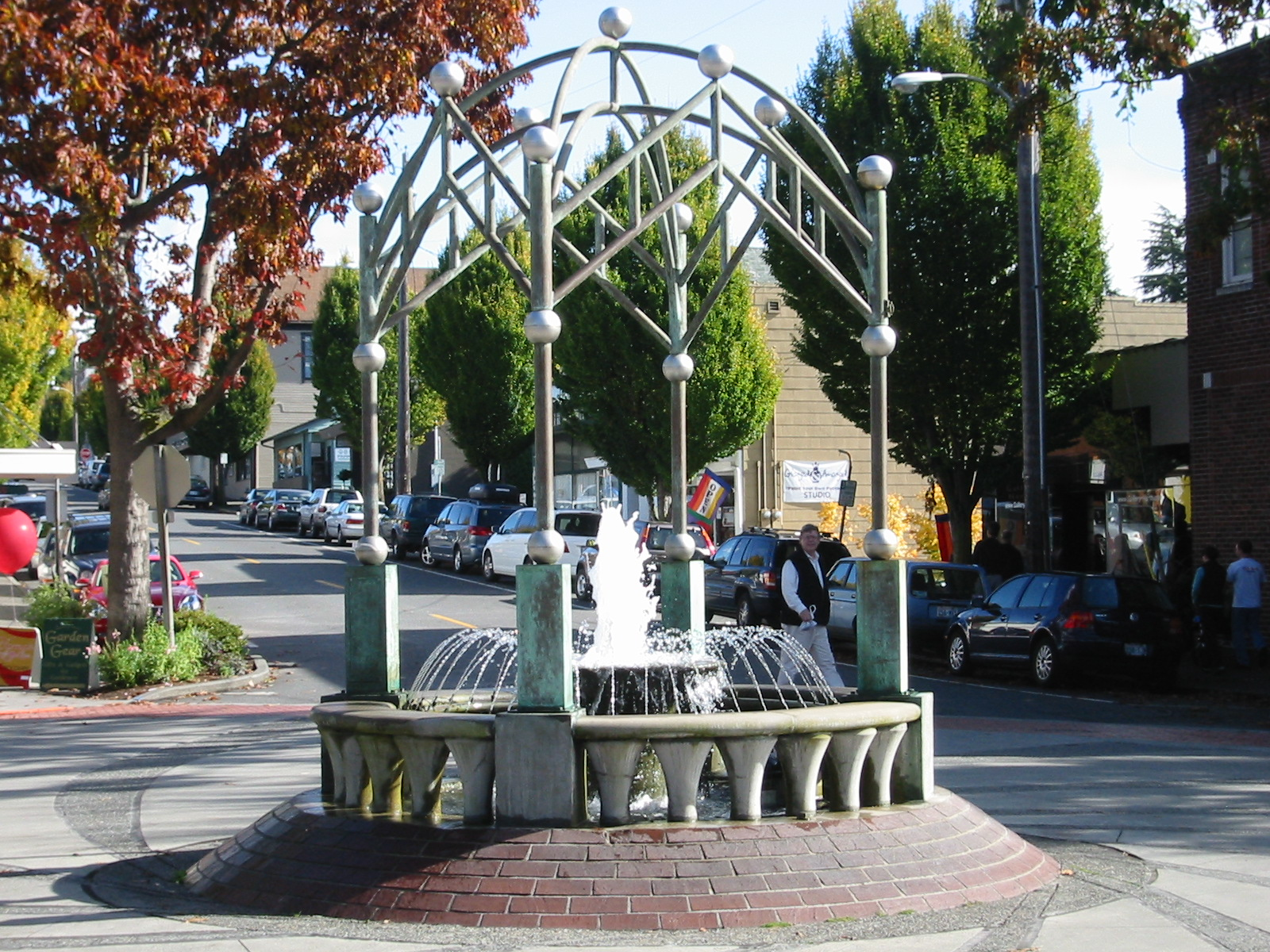
Kašna na křižovatce 5th Avenue a Main Street.

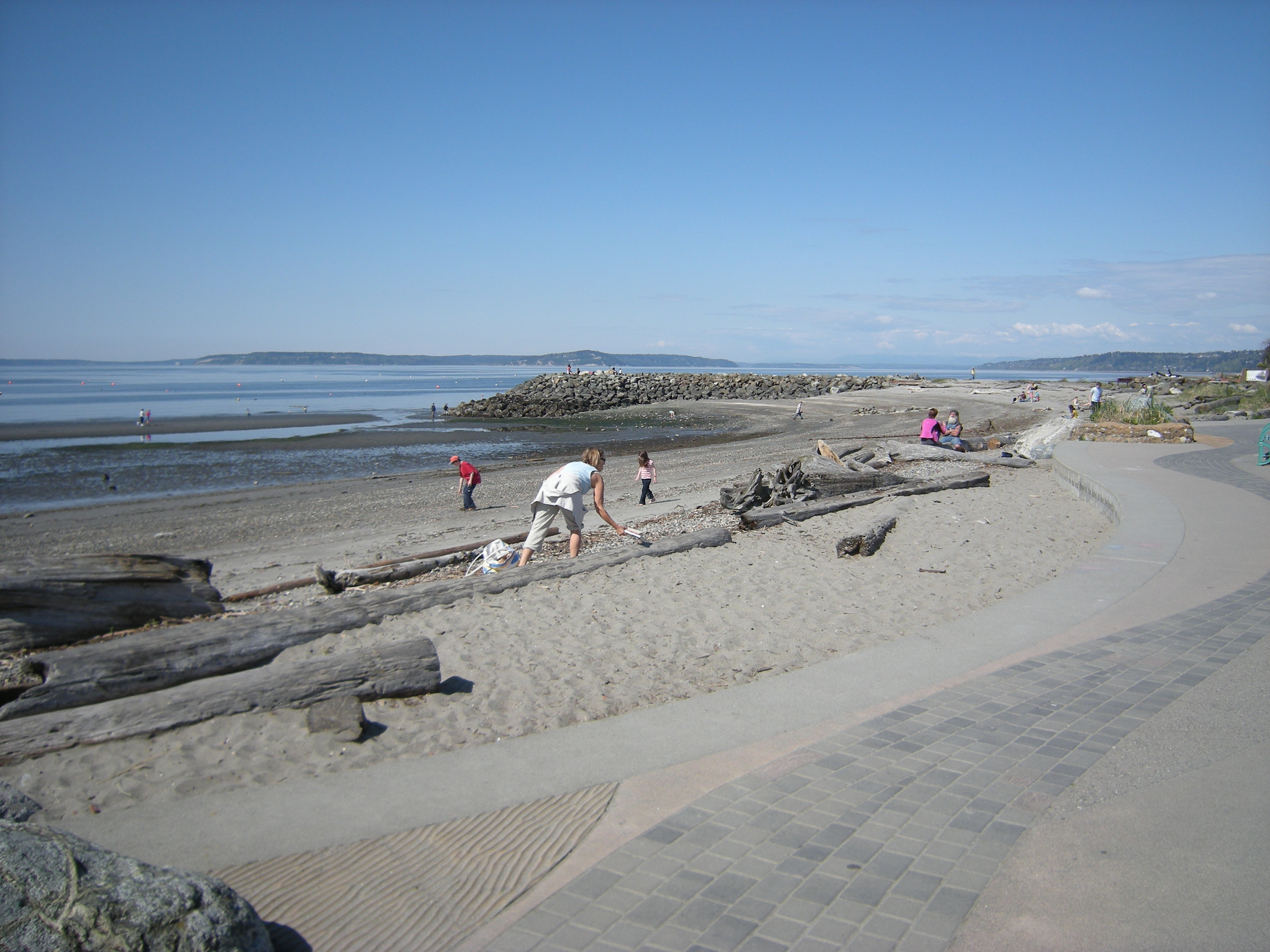
Pláž na Brackett's Landing.

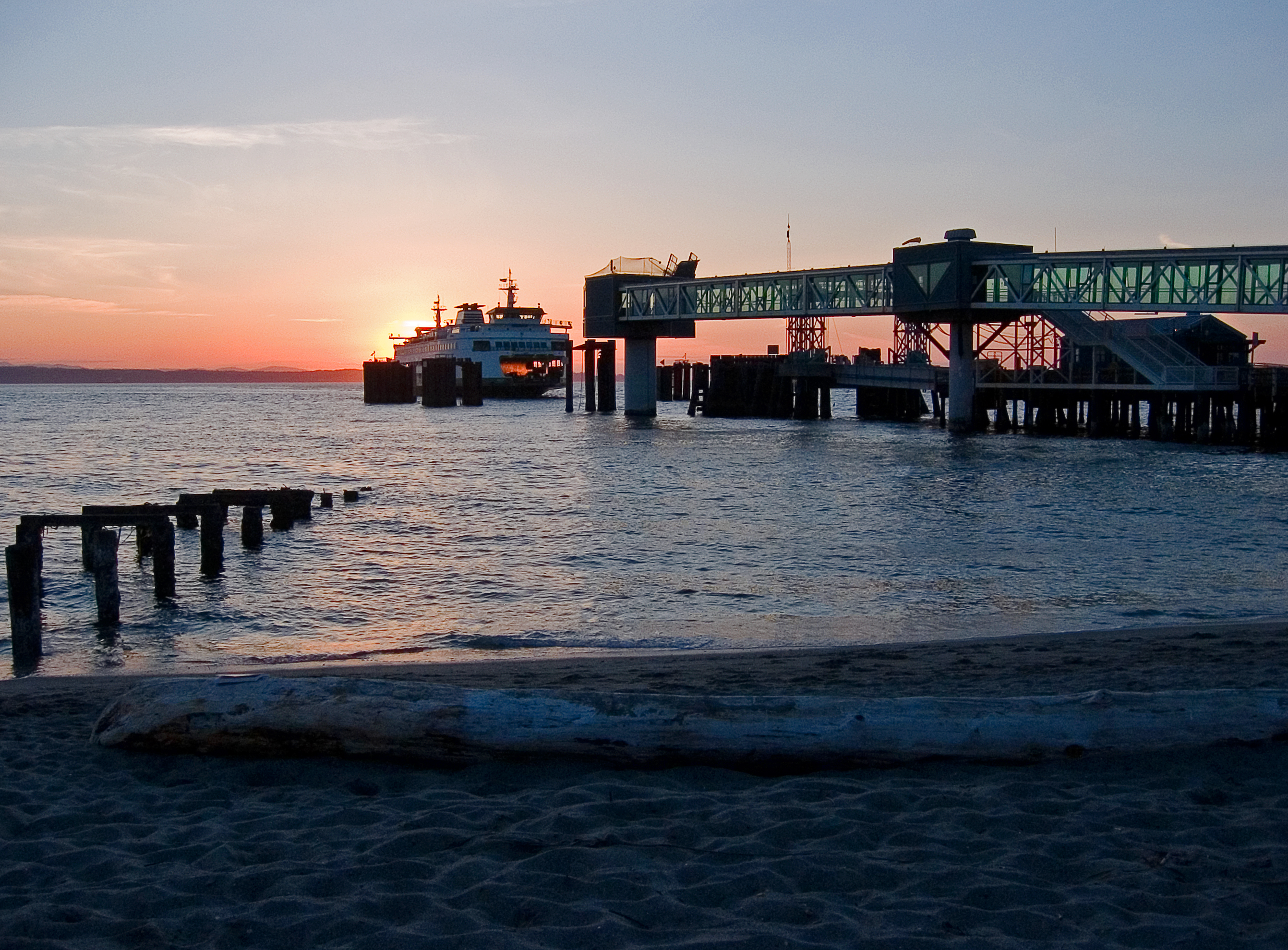
Trajekt přistávající u městského lodního terminálu.

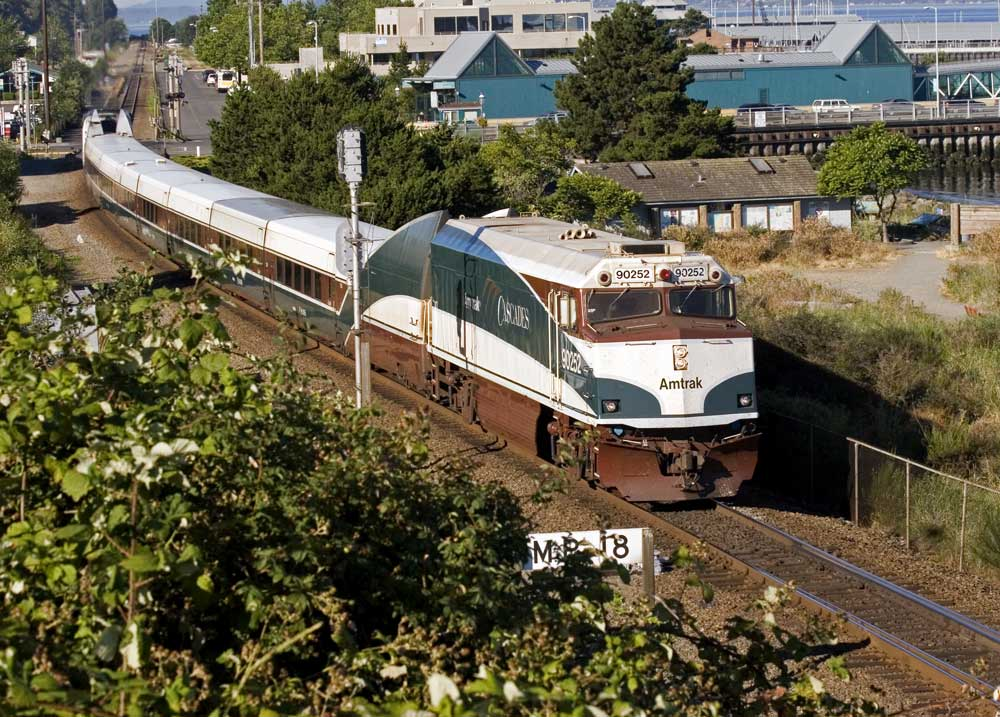
Vlak Amtrak Cascades při odjezdu směr Vancouver.

Edmonds je město v okrese Snohomish v americkém státě Washington. V dohledu od města se nachází jak Pugetův záliv, tak Olympijské pohoří a Kaskádové pohoří. Po Everettu a Marysvillu se jedná o třetí nejlidnatější město okresu, počet obyvatel města v roce 2010 činil 39 709. Podle důchodu na hlavu se jedná o 37. nejbohatší obec ve státě Washington.
Ve městě se nachází přístav, který patří do systému Washington State Ferries. Momentálně se Edmonds nachází pouze na trase do Kingstonu, ačkoli v minulosti odsud vyplouvaly trajekty až do Port Townsendu.

## Historie
Edmonds se nachází jen kousek severně od okresu King a je nejstarším začleněným městem okresu Snohomish. V roce 1890 jej založil dřevorubec George Brackett a pojmenoval jej buď po senátorovi za stát Vermont, Georgi Franklinovi Edmundsovi nebo po nedalekém mysu Point Edmund, který dostal své jméno roku 1841 od Charlese Wilkese a nyní nese název Point Edwards. Na místo dnešního města se dostal plavbou kanoí ze Seattlu, při které hledal dřevo. Prudký vítr ho přinutil přistát, a tak nazval místo Brackett's Landing.
Městečko získalo název Edmonds roku 1884, ale do roku 1890 nebylo začleněno. Právě v tomto roce se Brackett rozhodl prodat 1,84 km² půdy minnesotské společnosti Minneapolis Realty and Investment Company. Město bylo naplánováno a k pobřeží bylo přistavěno přístaviště. Ve městě se nacházely především skromné domy, komerční budovy a šindelové pily.
Roku 1891 k městu dosáhla železnice Great Northern Railway a osadníci a podnikatelé z města viděli příležitost k výdělku. Panika roku 1893 ale zpomalila obchody a vlastníci města vyhlásili bankrot. Města se tedy znovu ujal Brackett, který se svými společníky pokračoval v rozvoji městské infrastruktury. Už roku 1900 mělo město trajektové spojení se Seattlem, které poskytovala soukromá flotila „komářích“ parníků.
Edmonds postihly v letech 1909 a 1928 velké požáry, při kterých město ztratilo mnoho budov. První auto do města přijelo roku 1911 a po dalším rozvoji zdejších silnic město zažilo jak komerční, tak rezidenční rozvoj.

### Historická místa
V jediném národně vyhlášeném místě na území města působí Historická společnost Edmondsu a jižního okresu Snohomish - ve staré Carnegieho knihovně. Ta se nachází na 5th Avenue a byla postavena roku 1910 jako knihovna a centrum vzdělávání. Otevřena byla v únoru 1911 a nyní se v ní nachází Edmondské historické muzeum.

### Edmondská kašna
Edmondská kašna, jedna z hlavních památek města, byla v posledních letech předmětem mnoha kontroverzí a sporů. Nachází se uprostřed kruhového objezdu na křižovatce 5th Avenue a Main Street na místě, kde do roku 1970 stával městský vánoční strom. V roce 1970 zde byla ale postavena právě kašna, která je tvořena podivnou, zkroucenou strukturou s prvky vody. Často se kašna stávala terčem vtípků místních školáků, kteří ji naplnili mýdlem, takže voda vytékala na vozovku. Roku 1998 byla ale kašna zničena, když se s ní srazil opilý řidič. Městská rada se rozhodla nahradit kašnu novou fontánou, kterou by nyní tvořil dřevěný altánek. Tu ale roku 2005 potkal stejný osud, jako původní kašnu. Následovala dlouhá diskuse, zdali by nebylo lepší raději kruhový objezd vysázet keři nebo květinami, ale nakonec byla roku 2006 postavena třetí kašna, tentokrát z oceli.

## Demografie
Roku 2010 území města obývalo 39 709 obyvatel, z čehož 83 % tvořili běloši, 7 % Asiaté a 2 % Afroameričané. 5 % obyvatelstva bylo hispánského původu.

## Školy
Celé území města spadá pod Edmondský školní okrsek, kam také patří města Lynnwood, Mountlake Terrace, Brier a Woodway. Ve městě samotném se nachází jedna střední škola - Edmonds Woodway High School - a šest základních škol.
Roku 1990 se sloučily Edmonds High School a Woodway High School a vytvořily jednu střední školu. Ta je nyní jednou z osmi ve státě Washington, které nabízejí Mezinárodní bakalářský diplomový program.

## Rekreace
Ve městě se nachází několik parků, včetně parku pro psy, malého skateparku a podvodního parku pro potápění.
Také se zde nachází jedno z největších námořních zázemí v okrese Snohomish, Port of Edmonds. Jedná se o částečně umělé přístaviště, jehož hloubka činí 4 metry a má kapacitu 948 lodí, z nichž 668 může být umístěno na vodě.

## Periodika
V obci vychází dva týdeníky - Edmonds Enterprise a Edmonds Beacon. Názorové stránky obou periodik měly v minulosti značný vliv na rozhodnutí městských zastupitelů, budování zákonů a vyhlášek a jejich ochrany a na místní volby. Starosta města píše sloupky do každého z týdeníků v každém vydání, obvykle v nich reaguje na místní problémy, obavy občanů a plánované městské projekty. Archiv těchto sloupků je k dispozici na oficiální webové stránce města.

## Farmářský trh
Edmondský muzejní letní trh, který sponzoruje Historická společnost Edmondsu a jižního okresu Snohomish, se od května do září koná každou sobotu. Nachází se v centru města mezi radnicí a historickou kašnou a každý týden jej navštíví 2 tisíce lidí. Obvyklými stánky na trhu jsou obchůdky s květinami, místní zemědělskou produkcí, ručně vyrobenými produkty nebo uměním.

## Osobnosti spjaté z městem
- Maria Cantwellová - Senátorka za stát Washington, žije ve městě.
- Anna Farisová - herečka z filmové série Scary Movie

## Partnerská města
Edmonds má jedno sesterské město a je jím Hekinan v japonské prefektuře Aiči.

## Doprava
Edmonds je uzlem železniční a lodní dopravy. Zdejší železniční stanici obsluhují vlaky Amtrak Cascades spojující Eugene a Vancouver a Empire Builder spojující Portland a Chicago. Do nedalekého Seattlu jezdí oba z uvedených vlaků, ale také příměstský Sounder. V místním lodním terminálu začíná trajektová trasa Washington State Ferries do Kingstonu přes Pugetův záliv. Autobusová spojení poskytuje společnost Community Transit, která jej spojuje jak s okresem Snohomish, tak s okresem King.